# 20994 Atreya
20994 Atreya è un asteroide della fascia principale interna. Scoperto nel 1985, presenta un'orbita caratterizzata da un semiasse maggiore pari a 2,293498 UA e da un'eccentricità di 0,124864, inclinata di 3,783227° rispetto all'eclittica.